# Исповедь недоумка
«Исповедь недоумка» (англ. Confessions of a Crap Artist) — реалистический роман американского писателя-фантаста Филипа К. Дика, написанный в 1959 году и опубликованный только в 1975 году издательством Entwhistle Books. Дик написал десятки не фантастических романов в период с 1948 по 1960 годы; данное произведение является единственным, которое было опубликовано ещё при жизни писателя.
Роман повествует о горьком и довольно сложном конфликте между двумя супругами в пригороде Северной Калифорнии 1950-х . Каждая глава написана таким образом, что повествование в каждой переключается и ведётся то от первого лица, то от лица главных героев и то от третьего лица. Роман содержит лишь небольшое количество сложных мистических и фантастических концепций, которые определяют большую часть работы Дика.
Rolling Stone назвал роман «забавным, ужасно точным взглядом на жизнь в Калифорнии в 1950-х».

## Сюжет
«Исповедь недоумка» — это история четырёх людей, каждый из которых живёт в своей вселенной и воспринимает мир по-разному. Тем не менее их жизни намертво переплетены обычным сочетанием предначертаний судьбы, случайностей и собственных конкретных действий (с упором на последние). Наиболее пронзительные сцены, где каждый персонаж, попадая в свою собственную коллизию, намеренно действует так, чтобы ещё глубже погрузиться в трясину бытия.— Пол Уильямс
Главный герой романа, «дерьмовый художник», Джек Исидор, неуклюжий, страдающий обсессивно-компульсивным расстройством личности человек, поглощённый любительскими научными исследованиями ещё с подросткового возраста. Он каталогизирует старые научные журналы, собирает разные бесполезные вещи и верит в опровергнутые наукой теории, будь то полая Земля или что солнечный свет имеет вес.
Сломленный, Джек в конечном счёте переезжает с семьей своей сестры в роскошный фермерский дом в сельском округе Уэст-Марин, Калифорния. На ферме Джек с удовольствием делает домашнюю работу, играет с детьми и заботится о домашнем скоте. Вскоре он присоединяется к небольшой апокалиптической религиозной группе, которая разделяет его веру в экстрасенсорное восприятие, телепатию и НЛО и верит, что мир закончится 23 апреля 1959 года. 
Сестра Джека, Фэй Хьюм — сложная и искусно манипулирующая женщина, которая делает жизнь своих близких несчастной, в особенности жизнь своего мужа-женоненавистника Чарли. Чарли был госпитализирован с сердечным приступом, тем временем как Фэй в тайне встречается с молодым аспирантом по имени Нат Антей. Попав в больницу, Чарли приходит к выводу, что это произошло по вине Фэй, что она хочет избавиться от него, получив все, что хотела, и решает убить ее после выздоровления. Джек периодически навещает Чарли и читает ему свой дотошный "научный журнал о жизни на ферме", в котором он описывает все, что происходит с домом в его отсутствие, в том числе измену его жены.
Чарли возвращается домой, убивает всех животных, но ему не удается убить Фэй, затем он совершает суицид. В своем завещании Чарли передает все деньги своим детям, а дом разделил между Фэй и Джеком, рассчитывая что тот встанет на сторону Чарли в суде, если Фэй будет пытаться оспорить решение передачи всех средств детям. Затем Джек использует свою половину денег, которые ему платят, чтобы заменить убитых Чарли животных. Нат разводится со своей женой Гвен, чтобы быть с Фэй. Он осознает, что Фэй манипулирует им, но решает остаться с ней. Когда конец света не наступает в предсказанную дату, Джек решает обратиться за психиатрической помощью.

## Анализ текста
Джек чувствует себя вынужденным заниматься идеями и исследованиями, которые окружающие считают бесполезными. Хотя Филип Дик никогда не заявлял прямо, что его персонаж психически болен, его поведение близко отражает обсессивно-компульсивное расстройство личности; несколько персонажей в романе даже предлагали ему обратиться за психиатрической помощью.
Несмотря на его возможное расстройство, Джек является самым продуктивным персонажем в романе. Он управляет и фермой, и домашним хозяйством, когда Чарли находится в больнице. В какой-то момент в книге Джеку предлагается возможность войти в тот же комфортный, пригородный образ жизни, что и его сестра. Хотя обстоятельства мешают ему сделать это, — дотошный характер Джека позволяет ему преодолевать впечатляющие длины, чтобы обеспечить работу, и противостоять трудным и сложным финансовым и правовым ситуациям.
С другой стороны, Фэй и Чарли совершенно разрушительные персонажи. На протяжении всего романа раскрывается или, по крайней мере, подразумевается, что каждый из них придумал сложные планы эмоционального уничтожения другого из-за давней горечи. Они отказываются разводиться как из-за социального табу, так и потому, что каждый боится потерять свой роскошный дом. Ни один из них не проявляет особой заботы своим детям.
В конце романа Джек приходит к выводу, что его навязчивые идеи здоровее, чем у его сестры и шурина. Однако роман не утверждает явно, что болезнь Джека приемлема, или не действительно болезнь. В конце концов, он принимает предложения о том, что ему требуется психиатрическая помощь, и, наконец, получает ее.

## Адаптация романа
В 1992 году французский кинорежиссёр Жером Буавен снял художественный фильм «Исповедь чокнутого» по мотивам романа Дика. В целом картина вторит сюжету романа, однако некоторые моменты были изменены либо не были вообще.